# 제55회 베를린 국제 영화제
제55회 베를린 국제 영화제는 2005년 2월 10일에 열린 시상식이다.

## 수상 및 후보

### 황금곰상
- 카르멘 - 마크 돈포드 메이 수상

### 은곰상:심사위원대상
- 공작 - 꾸 창웨이 수상

### 은곰상:심사위원상
- 인터벤션 - 제이 듀플래스 수상
- 잼 세전 - 이자벨라 프루신스카 수상

### 은곰상:감독상
- 소피 숄의 마지막 날들 - 마르크 로테문트 수상

### 은곰상:여자연기자상
- 소피 숄의 마지막 날들 - 줄리아 옌체 수상

### 은곰상:남자연기자상
- 썸석커 - 루 테일러 푸치 수상

### 은곰상:예술공헌상
- 홀로 잠들고 싶지 않아 - 차이밍량 수상

### 황금곰상:단편영화상
- 밀크 - 피터 맥키 번스 수상

### 은곰상:영화음악상
- 내 심장이 건너뛴 박동 - 알렉상드르 데스플라 수상

### 은곰상:알프레드 바우어상
- 홀로 잠들고 싶지 않아 - 차이밍량 수상

### 베를린카메라상
- Shochiku 수상
- Helene Schwarz 수상
- 다니엘 데이 루이스 수상
- 카트린 사스 수상

### 파노라마 단편영화상
- 그린 부시 - 워윅 쏜톤 수상

### 파노라마 단편영화상 - 심사위원특별상
- 타마 투 - 타이카 와이티티 수상

### 수정곰상(제너레이션 K플러스) 작품상 특별언급
- 이탈리언 - 안드레이 크라프추크 수상

### Deutsches Kinderhilfswerk:대상
- 이탈리언 - 안드레이 크라프추크 수상

### Deutsches Kinderhilfswerk:단편영화상
- 리틀 피그 플라잉 - 알리샤 야볼스키 수상

### Deutsches Kinderhilfswerk상:특별언급
- 우유의 빛깔 - 토런 리안 수상
- 더 리틀 씽 - 레이나 웹스터 수상
- 해골 여인 - 에디뜨 피에뻬로프 수상

### 블루 엔젤상
- 천국을 향하여 - 하니 아부 아사드 수상